# Regnière-Écluse
Regnière-Écluse är en kommun i departementet Somme i regionen Hauts-de-France i norra Frankrike. Kommunen ligger i kantonen Rue som tillhör arrondissementet Abbeville. År 2022 hade Regnière-Écluse 130 invånare.

## Befolkningsutveckling
Antalet invånare i kommunen Regnière-Écluse
| Referens: INSEE |